# Проходные рыбы

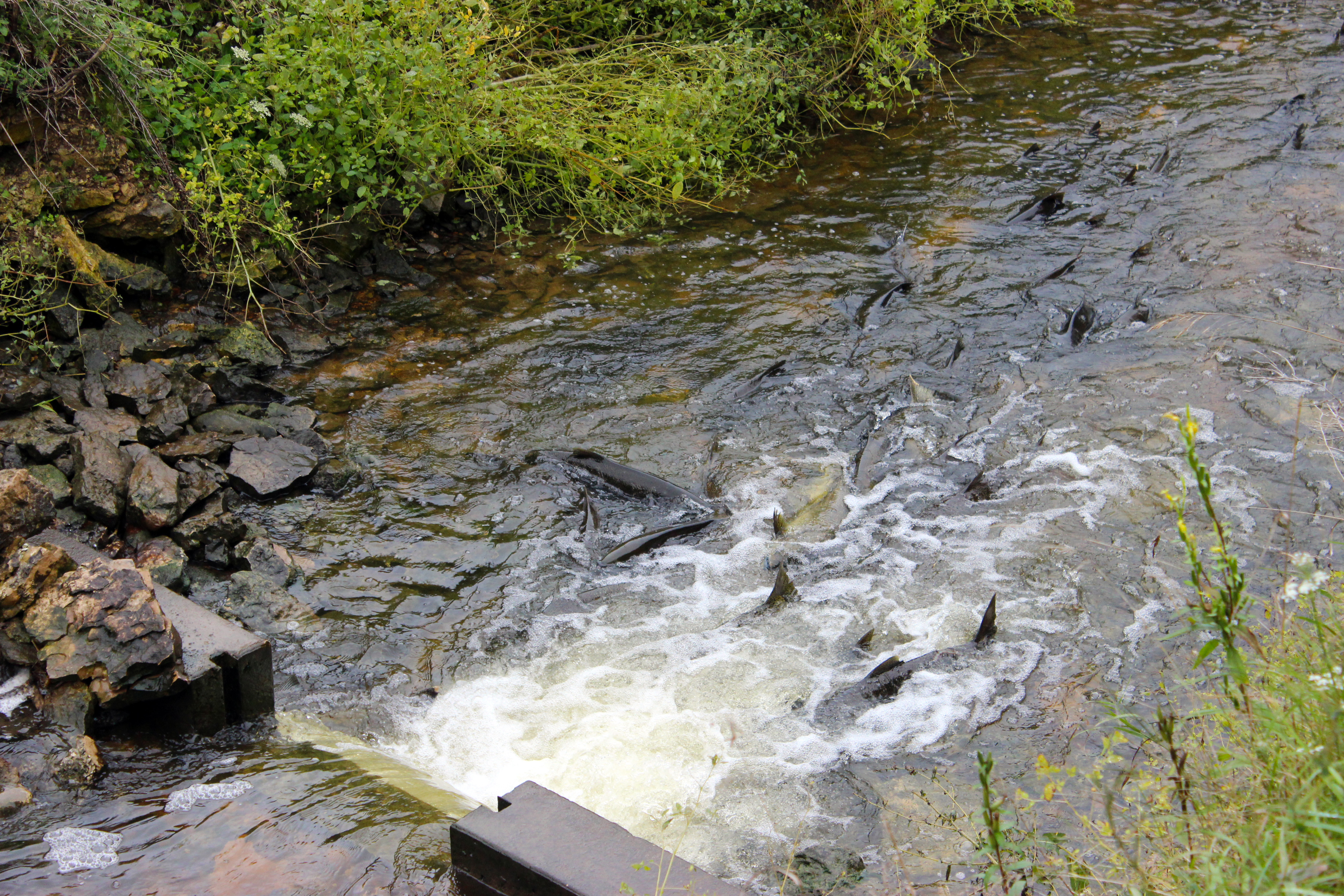
Чавыча плывёт вверх по реке на нерест.

Проходные рыбы — рыбы, которые часть жизненного цикла проводят в море, а часть — во впадающих в него реках. Для нереста они мигрируют из морей в реки — анадромные (др.-греч. ἀνα- — вверх) или, реже, из рек в моря — катадромные (др.-греч. κατα- — вниз). Существуют также амфидромные (др.-греч. ἀμφι- — оба) рыбы, которые перемещаются между пресными и солёными водами в течение жизненного цикла, но не с целью размножения.  
Рыбы, в отличие от проходных, постоянно живущие в реках и озерах, называются жилыми. 
Проходные рыбы обладают рядом особенностей, например способностью переносить сильные колебания солёности, для чего они должны иметь определенный спектр физиологических адаптаций. Миграции обеспечивают благоприятные условия для развития молоди, а также обильную кормовую базу для взрослых проходных рыб. Кроме того, миграции дают проходным рыбам еще одно преимущество, состоящее в том, что при смене водоёма с одним уровнем солёности на другой они избавляются от кожных паразитов, которые гибнут, оставляя бледные пятна на коже в местах своего прежнего прикрепления. Однако миграции требуют от рыб большой затраты сил на преодоление различных препятствий (быстрое течение, пороги, водопады и т. п.), что возможно лишь за счёт накопленных в теле рыб большого запаса резервных веществ, главным образом жира (в реках взрослые проходные рыбы, как правило, не питаются). После икрометания многие проходные рыбы (лососи, сельди) погибают, но некоторые могут совершать миграции и нереститься несколько раз в жизни. У некоторых из проходных рыб имеются озимые и яровые расы. Озимые расы входят в реку с незрелыми половыми продуктами, обычно доходят до высоко расположенных по течению нерестилищ и, перезимовав, размножаются. Яровые расы входят в реку с почти зрелыми половыми продуктами и нерестуют в том же году; их нерестилища расположены ниже по течению. Многие проходные рыбы — важные объекты промысла. Поэтому при строительстве гидростанций в плотинах устраивают рыбоходы.
Полупроходными рыбами, по Кесслеру, называются такие, которые живут в устьях рек и заходят в них для икрометания, но их миграции ограничиваются небольшой протяжённостью.
Проходные рыбы занимают значительное место в питании некоторых животных, например медведей.